# アンディ・ル・フレミング
アンディ・ル・フレミング（Andy le Fleming、1961年 - ）は、ジョン・バーナードのフェラーリ英国技術設計基地「GTO」（フェラーリ・ギルフォード・テクニカルオフィス: Guildford Technical Office）以来、長期的にF1に関わってきた、サスペンションとギアボックスのスペシャリスト。
英国系ロシア人。

## 2022年現在
2015年3月に、スクーデリア・トロ・ロッソのビスター事業所に採用される。
当時チームは、マックス・フェルスタッペンとカルロス・サインツJr.を獲得し、チームを強化しコンストラクターズ・チャンピオンシップで5位を獲得することを目指していた。
この時期には、ファエンツァ本部のテクニカルオフィスにも大きく手が入り、レースカーの製造とシーズン中のアップデイト作業に十分耐えうるものとしての整備を受けた。
ビスター事業所のジェームス・キーが率いる英国のエンジニア陣の体制も強化され、スティーブ・ブース、フィル・アルナボルディ、ブライアン・スプーナー、ルイス・バトラーが獲得されたといい、トリグベ・ランゲンの2015年6月の移籍がさらにこれに続く。
現在もビスターのトロ・ロッソのコンセプトチームに所属しているが、報道関係では名前の出現は皆無のようである。

## 職歴表
| 1984.09-1986.08 | 設計エンジニア       | チーム・ペンスキー                    | チーム・ペンスキー                    | チーム・ペンスキー                                      | プール、ドーセット | Poole, Dorset, UK  |                                  |
| 1986.09-1989.10 | 設計エンジニア       | フェラーリ                            | GTO                                   | ジョン・バーナードの設計事務所                          | ギルフォード       | Guildford, UK      | F1/87, F1/88C, 640, 641          |
| 1989.10-1992.03 | レースエンジニア     | ベネトン                              |                                       | ロリーバーンの設計チーム→(TWR)                          | ウィットニー       | Witney, UK         | レイナードF1, ベネトン           |
| 1992.03-1992.12 | レースエンジニア     | ティレル                              | FDD                                   | ジョン・バーナードの設計事務所                          | サリー, オッカム   | Ockham, Surrey, UK |                                  |
| 1993.01-1993.11 | 上級レースエンジニア | アロウズ                              | アロウズ                              | アロウズ                                                | ブレッチリー       | Bletchley, UK      |                                  |
| 1993.11-1996.01 | 上級設計エンジニア   | フェラーリ                            | FDD                                   | →B3 Technorogy (TWR)                                    | ギルフォード       | Guildford, UK      |                                  |
| 1996.04-1999.12 | チーフエンジニア     | スチュワート・グランプリ              | スチュワート・グランプリ              | ←B3 Technorogy (TWR)                                    | ミルトンキーンズ   | MiltonKeynes, UK   | SF-1, SF-2, SF-3                 |
| 2000.01-2000.11 | チーフエンジニア     | ジャガー                              | ジャガー                              | ←B3 Technorogy (TWR)                                    | ミルトンキーンズ   | MiltonKeynes, UK   | SF-4 = R1                        |
| 2001.01-2001.12 | 上級レースエンジニア | プロスト・グランプリ                  | プロスト・グランプリ                  | ←B3 Technorogy (TWR)                                    | パリ・エリア       | Paris Area, France | 最終年のAP05のR&D                |
| 2002.10-2008.02 | 設計エンジニア       | マクラーレン                          | マクラーレン                          | マイク・コフラン(B3 Technorogy) マーク・プレストン(TWR) | ウォキング         | Woking, UK         | MP4-18, 1MP4-19, MP4-19B, MP4-20 |
| 2005.01-2008.03 | チーフデザイナー     | Spirit Motorcycle Technology          | Spirit Motorcycle Technology          | Spirit Motorcycle Technology                            | ギルフォード       | Guildford, UK      |                                  |
| 2008.03-2008.12 | 上級設計エンジニア   | 機械および複合材                      | 機械および複合材                      | ホンダF1                                                | ブラックリー       | Brackley, UK       | RA109 = BGP001                   |
| 2009.01-2009.12 | 上級設計エンジニア   | メカニカル                            | メカニカル                            | ブラウンGP                                              | ブラックリー       | Brackley, UK       | W01 = BGP002                     |
| 2010.01-2015.03 | 上級設計エンジニア   |                                       |                                       | メルセデスF1                                            | ブラックリー       | Brackley, UK       | W02, W03, W04, W05, W06          |
| 2015.03-現在    | 上級設計エンジニア   | コンセプト スクーデリア・トロ・ロッソ | コンセプト スクーデリア・トロ・ロッソ | コンセプト スクーデリア・トロ・ロッソ                   | ビスター           | Bicester, UK       |                                  |

| アンディ・ル・フレミング (Andy le Fleming) |
| 現在：上級設計エンジニア - Scuderia Toro Rosso のコンセプトデザイナー |
| --- |
| 1984.09-1986.08 : 設計エンジニア > チーム・ペンスキー / プール、ドーセット(Poole, Dorset) - レーシングチームでCAD/CAMの使用を開拓するなど、インディカー設計のあらゆる側面に取り組む。 |
| 1986.09-1989.10 : 設計エンジニア > フェラーリGTO / ギルフォード、イギリス - 当時F1車輛の設計と製造プロセスを主導したGTO (ギルフォード テクニカル オフィス)(ジョン・バーナードの在英設計事務所) ベネトン・フォーミュラ / ウィットニー(Witney) - ネルソン・ピケ、アレッサンドロ・ナニーニ、ロベルト・モレノ、ミハエル・シューマッハのレースエンジニア。 |
| 1992.03-1992.12 : レースエンジニア > ティレル・レーシング・オーガナイゼーション /サリー州オッカム(Ockham, Surrey) - アンドレア・デ・チェザリスのレースエンジニア |
| 1993.01-1993.11 : 上級レースエンジニア > アロウズ /ブレッチリー(Bletchley) - 鈴木亜久里とデレック・ワーウィックのレースエンジニア |
| 1993.11-1996.01 : 上級設計エンジニア > フェラーリFDD /ギルフォード、英国(Guildford, UK) - 当時F1車輛の設計と製造プロセスを主導したFDD (ジョン・バーナードの在英設計事務所)に勤務し、サスペンションとギアボックスの設計に取り組む。 |
| 1996.04-1999.12 : チーフ・エンジニア > スチュワート・グランプリ /ミルトンキーンズ、イギリス(Milton Keynes, UK) - レースチームのエンジニアリングを担当、1997年と1998年にはルーベンス・バリチェロ、1999年にはジョニー・ハーバートと働く。 |
| 2000.01-2000.11 : チーフ・エンジニア > ジャガー・レーシング /ミルトンキーンズ、イギリス(Milton Keynes, UK) - ジャガーに買収され社名変更。 レースチームのエンジニアリングを担当。 |
| 2001.01-2001.12 : 上級レースエンジニア > プロスト・グランプリ /パリ・エリア、フランス(Paris Area, France) - ジャン・アレジのレースエンジニア |
| 2002.10-2008.02 : 設計エンジニア > マクラーレン・インターナショナル (ウォキング) - サスペンションの機械設計に主に従事したが、マクラーレンF1シミュレーターの機械設計を行った。 |
| 2005.01-2008.03 : チーフ・デザイナー > スピリット・モーターサイクル・テクノロジー(Spirit Motorcycle Technology)(ギルフォード) - サイド・プロジェクトとして、コロラド州デンバーのEcosse Motoと協力して、Spirit ES1の設計と生産計画に協力。プロジェクトは現在休止中だが、適切なパートナーとの投資機会を待っている。                                     |
| 2008.03-2008.12 : 上級設計エンジニア - 機械および複合材(Composite) > Honda Racing F1 /ブラックリー(Brackley, UK) - 主にサスペンション設計を担当。 - ホンダは2008年12月にF1から撤退し、ブラウンGPとなった。 |
| 2009.01-2009.12 : 上級設計エンジニア - メカニカル > ブラウンGP /ブラックリー(Brackley, UK) - 主にサスペンション設計を担当し、F1世界選手権の両部門で優勝。 |
| 2010.01-2015.03 : 上級設計エンジニア > メルセデスAMG F1 /ブラックリー(Brackley, UK) - 2010年、メルセデス・ベンツによって買収された会社で、機械およびコンセプトの設計グループで働き、主にサスペンション設計とエンジン/ギアボックスのレイアウトに関与。                                                                                                 |
| 2015.03-現在 : 上級設計エンジニア - コンセプト > スクーデリア・トロ ロッソ - ビスター(Bicester) - 車輛コンセプトのメカ設計(mechanical design)を中心に、サスペンション設計や、トランスミッション・ギアボックスケースのレイアウトを中心に活動。 |